# Dronty
Dronty, drontowate, gołębie olbrzymie (Raphidae) – wyróżniana niekiedy wymarła rodzina ptaków z rzędu gołębiowych (Columbiformes). Obejmowała gatunki nielotne zamieszkujące trzy wyspy z archipelagu Maskarenów na Oceanie Indyjskim: Mauritius, Reunion i Rodrigues. Zostały odkryte ok. 1507 roku przez żeglarzy portugalskich.
Ptaki te posiadały następujące cechy:
- duże, masywne ciało
- wysokość do 75 cm
- masa ciała do 23 kg
- silnie uwstecznione skrzydła
- duży, silny, haczykowato zagięty na końcu dziób.

## Systematyka
Do rodziny należą następujące rodzaje i gatunki:
- Rodzaj: Raphus
  - dront dodo (Raphus cucullatus) – z Mauritiusa
- Rodzaj: Pezophaps
  - dront samotny (Pezophaps solitaria) – z wyspy Rodrigues

Wyginęły wskutek działań człowieka – dront dodo w końcu XVII, a dront samotny w końcu XVIII wieku. Najnowsze badania oparte na analizie DNA umieszczają obydwa gatunki drontów w rodzinie gołębiowatych, ponadto okazało się, że zaliczany wcześniej do tej rodziny dront reunioński (R. solitarius), jest ibisem z rodzaju Threskiornis (wymarły w końcu XVIII wieku).